# Bare (okręg braniczewski)
Bare (cyr. Баре) – wieś w Serbii, w okręgu braniczewskim, w mieście Požarevac. W 2011 roku liczyła 833 mieszkańców.